# Open d'Afrique du Sud (golf)
L'Open d'Afrique du Sud est l'un des plus vieux tournois de golf au monde.
Il est l'un des tournois principaux du Sunshine Tour. En 1997, il est devenu également l'un des tournois figurant au calendrier du Circuit Européen. Toutefois, comme le tournoi se dispute en décembre ou janvier, il a souvent figuré au calendrier de la saison suivante du circuit européen.

## Histoire
Le premier tournoi a eu lieu en 1903 et il fait suite à une série d'exhibitions disputées les dix années précédentes. Durant les premières éditions, jusqu'en 1908, le tournoi se déroule en 36 trous.
Les « noirs » ne furent autorisés à participer au tournoi qu'à partir de 1972. Cependant, des « non blancs » participèrent au tournoi avant cette date.
Au niveau du palmarès, le Sud-Africain Gary Player est le joueur le plus titré, avec 13 victoires.

## Palmarès
| Année                                                       | Vainqueur                                               | Nationalité                                             | Score                                                   |
| South African Open Championship                             | South African Open Championship                         | South African Open Championship                         | South African Open Championship                         |
| ----------------------------------------------------------- | ------------------------------------------------------- | ------------------------------------------------------- | ------------------------------------------------------- |
| 1903                                                        | Laurie Waters                                           | Écosse                                                  | 163                                                     |
| 1904                                                        | Laurie Waters                                           | Écosse                                                  | 143                                                     |
| 1905                                                        | Arthur Gray                                             | Angleterre                                              | – PO                                                    |
| 1906                                                        | Arthur Gray                                             | Angleterre                                              | 151                                                     |
| 1907                                                        | Laurie Waters                                           | Écosse                                                  | 146 TBC                                                 |
| 1908                                                        | George Fotheringham                                     | Écosse                                                  | 294                                                     |
| 1909                                                        | Jack Fotheringham                                       | Écosse                                                  | 306                                                     |
| 1910                                                        | George Fotheringham                                     | Écosse                                                  | 315                                                     |
| 1911                                                        | George Fotheringham                                     | Écosse                                                  | 301                                                     |
| 1912                                                        | George Fotheringham                                     | Écosse                                                  | 305                                                     |
| 1913                                                        | Jimmy Prentice (en)                                     | Écosse                                                  | 304                                                     |
| 1914                                                        | George Fotheringham                                     | Écosse                                                  | 299                                                     |
| 1915–1918                                                   | Pas de tournoi en raison de la Première Guerre mondiale | Pas de tournoi en raison de la Première Guerre mondiale | Pas de tournoi en raison de la Première Guerre mondiale |
| 1919                                                        | William Horne                                           | Angleterre                                              | 320                                                     |
| 1920                                                        | Laurie Waters                                           | Écosse                                                  | 302                                                     |
| 1921                                                        | Jock Brews                                              | Bermudes                                                | 316                                                     |
| 1922                                                        | Fred Jangle                                             | Bermudes                                                | 310                                                     |
| 1923                                                        | Jock Brews                                              | Bermudes                                                | 315                                                     |
| 1924                                                        | Bertie Elkin                                            | Angleterre                                              | 316                                                     |
| 1925                                                        | Sid Brews                                               | Bermudes                                                | 295                                                     |
| 1926                                                        | Jock Brews                                              | Bermudes                                                | 301                                                     |
| 1927                                                        | Sid Brews                                               | Bermudes                                                | 301                                                     |
| 1928                                                        | Jock Brews                                              | Afrique du Sud                                          | 297                                                     |
| 1929                                                        | Archie Tosh                                             | Écosse                                                  | 315                                                     |
| 1930                                                        | Sid Brews                                               | Afrique du Sud                                          | 297                                                     |
| 1931                                                        | Sid Brews                                               | Afrique du Sud                                          | 302                                                     |
| 1932                                                        | Charles McIlvenny                                       | Angleterre                                              | 304                                                     |
| 1933                                                        | Sid Brews                                               | Afrique du Sud                                          | 297                                                     |
| 1934                                                        | Sid Brews                                               | Afrique du Sud                                          | 319                                                     |
| 1935                                                        | Bobby Locke                                             | Afrique du Sud                                          | 296                                                     |
| 1936                                                        | Clarence Olander                                        | Afrique du Sud                                          | 297 PO                                                  |
| 1937                                                        | Bobby Locke                                             | Afrique du Sud                                          | 288                                                     |
| 1938                                                        | Bobby Locke                                             | Afrique du Sud                                          | 279                                                     |
| 1939                                                        | Bobby Locke                                             | Afrique du Sud                                          | 279                                                     |
| 1940                                                        | Bobby Locke                                             | Afrique du Sud                                          | 293                                                     |
| 1941–1945                                                   | Pas de tournoi en raison de la Seconde Guerre mondiale  | Pas de tournoi en raison de la Seconde Guerre mondiale  | Pas de tournoi en raison de la Seconde Guerre mondiale  |
| 1946                                                        | Bobby Locke                                             | Afrique du Sud                                          | 285                                                     |
| 1947                                                        | Ronnie Glennie                                          | Afrique du Sud                                          | 293                                                     |
| 1948                                                        | Mickey Janks                                            | Afrique du Sud                                          | 298 PO                                                  |
| 1949                                                        | Sid Brews                                               | Afrique du Sud                                          | 291                                                     |
| 1950                                                        | Bobby Locke                                             | Afrique du Sud                                          | 280                                                     |
| 1951                                                        | Bobby Locke                                             | Afrique du Sud                                          | 277                                                     |
| 1952                                                        | Sid Brews                                               | Afrique du Sud                                          | 305                                                     |
| 1953                                                        | Jimmy Boyd                                              | Afrique du Sud                                          | 302 PO                                                  |
| 1954                                                        | Reg Taylor                                              | Afrique du Sud                                          | 289                                                     |
| 1955                                                        | Bobby Locke                                             | Afrique du Sud                                          | 283                                                     |
| 1956                                                        | Gary Player                                             | Afrique du Sud                                          | 286                                                     |
| 1957                                                        | Harold Henning                                          | Afrique du Sud                                          | 289 PO                                                  |
| 1958                                                        | Arthur Stewart                                          | Afrique du Sud                                          | 281                                                     |
| 1959                                                        | Denis Hutchinson                                        | Afrique du Sud                                          | 282                                                     |
| 1960                                                        | Gary Player                                             | Afrique du Sud                                          | 280                                                     |
| 1961                                                        | Retief Waltman                                          | Afrique du Sud                                          | 289                                                     |
| 1962                                                        | Harold Henning                                          | Afrique du Sud                                          | 285                                                     |
| (Mar.) 1963                                                 | Retief Waltman                                          | Afrique du Sud                                          | 281                                                     |
| (Déc.) 1963                                                 | Allan Henning                                           | Afrique du Sud                                          | 278                                                     |
| 1964                                                        | Pas de tournoi, 1963 ayant eu deux éditions             | Pas de tournoi, 1963 ayant eu deux éditions             | Pas de tournoi, 1963 ayant eu deux éditions             |
| 1965                                                        | Gary Player                                             | Afrique du Sud                                          | 273                                                     |
| 1966                                                        | Gary Player                                             | Afrique du Sud                                          | 278                                                     |
| 1967                                                        | Gary Player                                             | Afrique du Sud                                          | 279                                                     |
| 1968                                                        | Gary Player                                             | Afrique du Sud                                          | 274                                                     |
| 1969                                                        | Gary Player                                             | Afrique du Sud                                          | 273                                                     |
| 1970                                                        | Tommy Horton                                            | Angleterre                                              | 285                                                     |
| 1971                                                        | Simon Hobday                                            | Afrique du Sud                                          | 276 (–12)                                               |
| 1972                                                        | Gary Player                                             | Afrique du Sud                                          | 274 (–18)                                               |
| 1973                                                        | Bob Charles                                             | Nouvelle-Zélande                                        | 282 (–6)                                                |
| 1974                                                        | Bobby Cole                                              | Afrique du Sud                                          | 272 (–16)                                               |
| BP South African Open                                       |                                                         |                                                         |                                                         |
| 1975                                                        | Gary Player                                             | Afrique du Sud                                          | 278 (–10)                                               |
| (Fév.) 1976                                                 | Dale Hayes                                              | Afrique du Sud                                          | 287 (–1) PO                                             |
| Yellow Pages South African Open                             |                                                         |                                                         |                                                         |
| (Nov.) 1976                                                 | Gary Player                                             | Afrique du Sud                                          | 280 (–8)                                                |
| 1977                                                        | Gary Player                                             | Afrique du Sud                                          | 273 (–15)                                               |
| 1978                                                        | Hugh Baiocchi                                           | Afrique du Sud                                          | 285 (–3)                                                |
| British Airways & Yellow Pages South African Open           |                                                         |                                                         |                                                         |
| 1979                                                        | Gary Player                                             | Afrique du Sud                                          | 279 (–9)                                                |
| Datson South African Open                                   |                                                         |                                                         |                                                         |
| 1980                                                        | Bobby Cole                                              | Afrique du Sud                                          | 279 (–9)                                                |
| 1981                                                        | Gary Player                                             | Afrique du Sud                                          | 272 (–16) PO                                            |
| South African Open Championship Sponsor inconnu (1983–1985) |                                                         |                                                         |                                                         |
| 1982                                                        | Pas de tournoi, reprogrammation de Déc. à Jan.          | Pas de tournoi, reprogrammation de Déc. à Jan.          | Pas de tournoi, reprogrammation de Déc. à Jan.          |
| 1983                                                        | Charlie Bolling                                         | États-Unis                                              | 278 (–10)                                               |
| 1984                                                        | Tony Johnstone                                          | Zimbabwe                                                | 274 (–14)                                               |
| 1985                                                        | Gavan Levenson                                          | Afrique du Sud                                          | 280 (–8)                                                |
| Southern Suns South African Open                            |                                                         |                                                         |                                                         |
| 1986                                                        | David Frost                                             | Afrique du Sud                                          | 275 (–13)                                               |
| 1987                                                        | Mark McNulty                                            | Zimbabwe                                                | 278 (–10) PO                                            |
| 1988                                                        | Wayne Westner                                           | Afrique du Sud                                          | 275 (–13)                                               |
| Protea Assurance South African Open                         |                                                         |                                                         |                                                         |
| 1989                                                        | Fred Wadsworth                                          | États-Unis                                              | 278 (–10)                                               |
| 1990                                                        | Trevor Dodds                                            | Namibie                                                 | 285 (–3)                                                |
| 1991                                                        | Wayne Westner                                           | Afrique du Sud                                          | 272 (–16)                                               |
| 1992                                                        | Ernie Els                                               | Afrique du Sud                                          | 273 (–15)                                               |
| Philips South African Open                                  |                                                         |                                                         |                                                         |
| (Fév.) 1993                                                 | Clinton Whitelaw                                        | Afrique du Sud                                          | 279 (–9)                                                |
| (Déc.) 1993                                                 | Tony Johnstone                                          | Afrique du Sud                                          | 267 (–21)                                               |
| 1994                                                        | Pas de tournoi, reprogrammation de Déc. à Jan.          | Pas de tournoi, reprogrammation de Déc. à Jan.          | Pas de tournoi, reprogrammation de Déc. à Jan.          |
| 1995                                                        | Retief Goosen                                           | Afrique du Sud                                          | 275 (–13)                                               |
| 1996                                                        | Ernie Els                                               | Afrique du Sud                                          | 275 (–13)                                               |
| South African Open                                          |                                                         |                                                         |                                                         |
| 1997                                                        | Vijay Singh                                             | Fidji                                                   | 270 (–18)                                               |
| 1998                                                        | Ernie Els                                               | Afrique du Sud                                          | 273 (–15)                                               |
| Mercedes-Benz – Vodacom South African Open                  |                                                         |                                                         |                                                         |
| 1999                                                        | David Frost                                             | Afrique du Sud                                          | 279 (–5)                                                |
| Mercedes-Benz South African Open Championship               |                                                         |                                                         |                                                         |
| 2000                                                        | Mathias Grönberg                                        | Suède                                                   | 274 (–14)                                               |
| 2001                                                        | Mark McNulty                                            | Zimbabwe                                                | 280 (–8)                                                |
| Bell's South African Open                                   |                                                         |                                                         |                                                         |
| 2002                                                        | Tim Clark                                               | Afrique du Sud                                          | 269 (–19)                                               |
| South African Airways Open                                  |                                                         |                                                         |                                                         |
| 2003                                                        | Trevor Immelman                                         | Afrique du Sud                                          | 274 (–14) PO                                            |
| 2004                                                        | Trevor Immelman                                         | Afrique du Sud                                          | 276 (–12)                                               |
| (Jan.) 2005                                                 | Tim Clark                                               | Afrique du Sud                                          | 273 (–15)                                               |
| (Déc.) 2005                                                 | Retief Goosen                                           | Afrique du Sud                                          | 282 (–10)                                               |
| 2006                                                        | Ernie Els                                               | Afrique du Sud                                          | 264 (–24)                                               |
| 2007                                                        | James Kingston                                          | Afrique du Sud                                          | 284 (–4)                                                |
| South African Open Championship                             |                                                         |                                                         |                                                         |
| 2008                                                        | Richard Sterne                                          | Afrique du Sud                                          | 274 (–14) PO                                            |
| 2009                                                        | Richie Ramsay                                           | Écosse                                                  | 275 (–13) PO                                            |
| 2010                                                        | Ernie Els                                               | Afrique du Sud                                          | 263 (–25)                                               |
| SA Open Championship                                        |                                                         |                                                         |                                                         |
| 2011                                                        | Hennie Otto                                             | Afrique du Sud                                          | 274 (–14)                                               |
| 2012                                                        | Henrik Stenson                                          | Suède                                                   | 271 (–17)                                               |
| South African Open Championship                             |                                                         |                                                         |                                                         |
| 2013                                                        | Morten Ørum Madsen                                      | Danemark                                                | 269 (–19)                                               |
| 2014                                                        | Pas de tournoi, reprogrammation de Nov. à Jan.          | Pas de tournoi, reprogrammation de Nov. à Jan.          | Pas de tournoi, reprogrammation de Nov. à Jan.          |
| 2015                                                        | Andy Sullivan                                           | Angleterre                                              | 277 (–11) PO                                            |
| BMW SA Open                                                 |                                                         |                                                         |                                                         |
| 2016                                                        | Brandon Stone                                           | Afrique du Sud                                          | 274 (–14)                                               |
| 2017                                                        | Graeme Storm                                            | Angleterre                                              | 270 (–18) PO                                            |
| (Jan.) 2018                                                 | Chris Paisley                                           | Angleterre                                              | 267 (–21)                                               |
| South African Open (City of Johannesburg)                   |                                                         |                                                         |                                                         |
| (Déc.) 2018                                                 | Louis Oosthuizen                                        | Afrique du Sud                                          | 266 (–18)                                               |
| 2019                                                        | Pas de tournoi, reprogrammation de Déc. à Fév.          | Pas de tournoi, reprogrammation de Déc. à Fév.          | Pas de tournoi, reprogrammation de Déc. à Fév.          |
| (Fév.) 2020                                                 | Branden Grace                                           | Afrique du Sud                                          | 263 (–21)                                               |
| South African Open                                          |                                                         |                                                         |                                                         |
| (Déc.) 2020                                                 | Christiaan Bezuidenhout                                 | Afrique du Sud                                          | 270 (–18)                                               |